# Dirka po Franciji 1933
Dirka po Franciji 1933 je bila 27. dirka po Franciji, ki je potekala leta 1933.

## Pregled
| Kategorije                          | Podatki       |
| ----------------------------------- | ------------- |
| Začetek-konec                       | Pariz - Pariz |
| Dolžina (km)                        |               |
| Število etap                        | 23            |
| Povprečna hitrost zmagovalca (km/h) | 29,818        |
| Kolesarjev                          | 80            |
| Tekmo končalo                       | 40            |